# Bridarolliella bifasciata
Bridarolliella bifasciata är en stekelart som beskrevs av De Santis 1949. Bridarolliella bifasciata ingår i släktet Bridarolliella och familjen finglanssteklar. Inga underarter finns listade.